# Speed Driver
Speed Driver è un film del 1980 diretto da Stelvio Massi. Il film è il séguito di Speed Cross, diretto dallo stesso regista.

## Trama
Rudi, un pilota di corse clandestine di nome la cui reputazione nella zona diventa così forte che viene assunto per gareggiare sul serio in pista.